# Ricardo Guerrino Brusati
Dom Riccardo Guerrino  Brusati (Bellinzago Novarese, 11 de abril de 1945 — Novara, 14 de maio de 2023) foi um sacerdote católico italiano e bispo emérito da Diocese de Janaúba, Minas Gerais.

## Carreira eclesiástica
Dom Riccardo estudou no Seminário Filosófico e Teológico de Novara. Recebeu a ordenação sacerdotal em 23 de junho de 1973 e foi incardinado na Diocese de Novara, onde foi vigário paroquial em Arona (1973-1978) e em Cameri (1978-1982). Em 1982 foi para o Brasil como sacerdote Fidei Donum na Diocese de Paulo Afonso, onde exerceu os cargos de vigário paroquial (1982-1984), tesoureiro e chanceler (1984-1998); Reitor do Seminário Menor e Chefe da Pastoral Vocacional (1986-1989); Pároco das paróquias de Pedro Alexandre (1993-1998), Administrador diocesano (1998-2000); Pároco da paróquia Senhor do Bonfim (2001-2002) e Diretor jurídico e administrativo da diocese (2001-2002).
Foi nomeado bispo da Diocese de Caetité pelo Papa João Paulo II no dia 13 de novembro de 2002. Sua ordenação episcopal foi no dia 8 de fevereiro de 2003, pelas mãos de
Dom Aloysio José Leal Penna SJ, Arcebispo de Botucatu, Dom Renato Corti, Bispo de Novara, e Dom Antônio Alberto Guimarães RezendeCSS, Bispo-Emérito de Caetité.
Foi transferido da diocese de Caetité para Diocese de Janaúba no dia 27 de maio de 2015 pelo papa Francisco. Sua renúncia foi aceita em 12 de junho de 2019.

## Morte
Morreu em Novara, a 14 de maio de 2023, aos 78 anos, de causas não reveladas. Em nota a Confederação Nacional dos Bispos do Brasil assinalou: "Somos imensamente gratos pelo serviço prestado pelo prelado à Igreja no Brasil e às dioceses às quais serviu como zeloso pastor. Cantamos a Deus, a exemplo de seu lema episcopal, a misericórdia do Senhor que se manifesta também neste momento de sua Páscoa".